# Ukrainische Botschaft in Riga

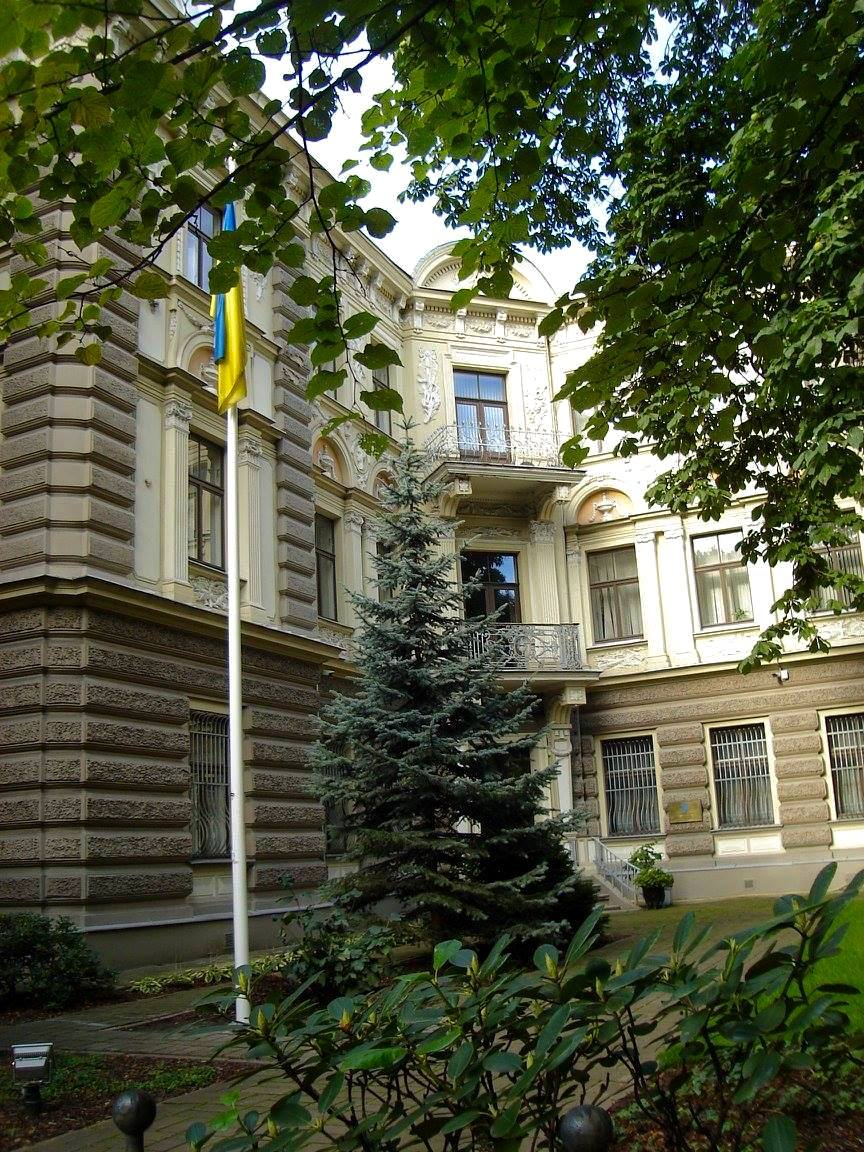
Ukrainische Botschaft in Riga

Die Ukrainische Botschaft in Riga ist die diplomatische Vertretung der Ukraine in Lettland. Das Botschaftsgebäude befindet sich im Kalpaka bulvāris 3 in Riga. Ukrainischer Botschafter in Lettland ist seit Februar 2019 Oleksandr Mischtschenko.

## Geschichte

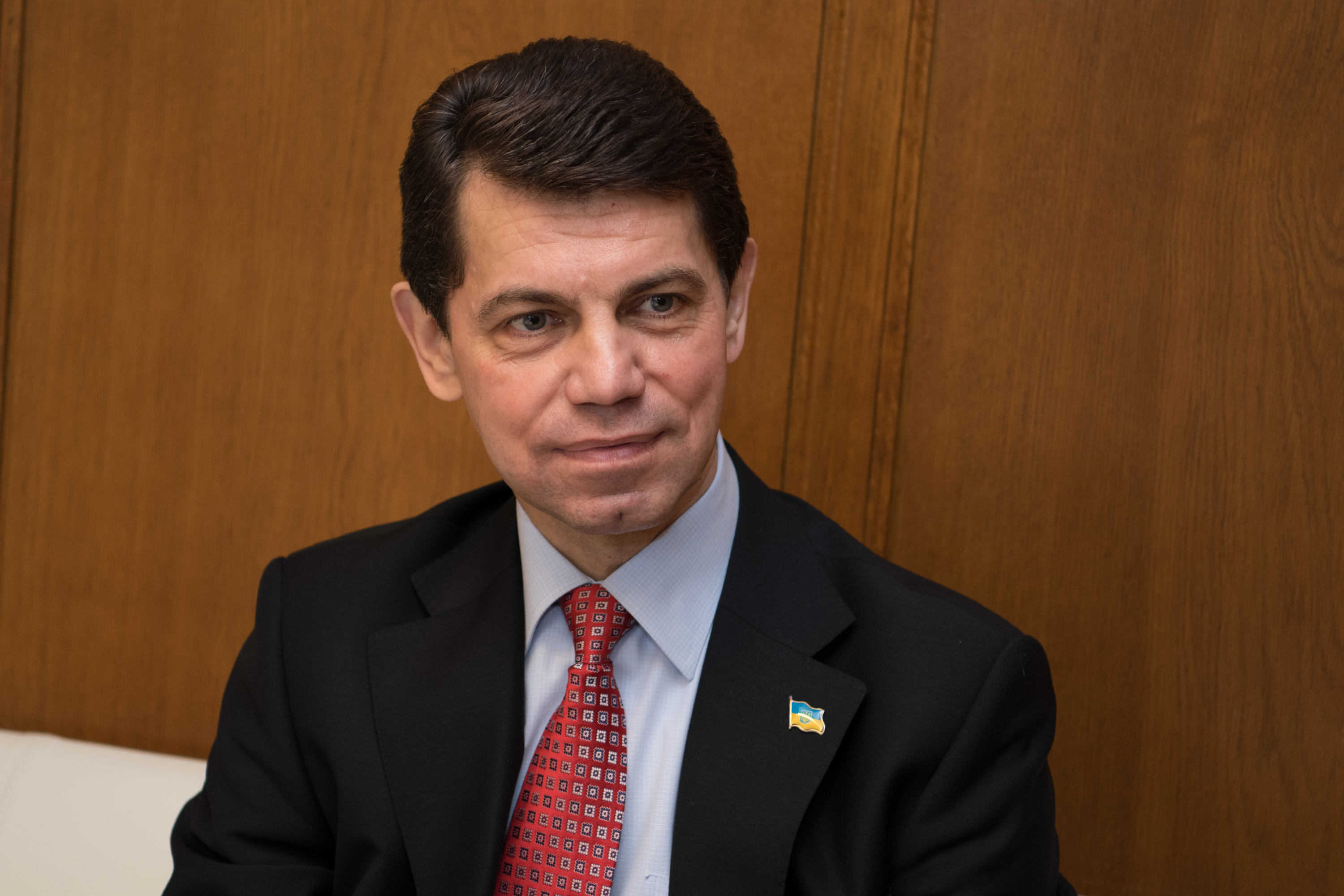
Oleksandr Mischtschenko, Botschafter seit 2019

Mit dem Zerfall des Zarenreichs entstand 1918 erstmals ein ukrainischer Nationalstaat. Lettland erkannte den Ukrainischen Staat an. Jewhen Mykolajowytsch Holizynskyj war 1919 der erste Missionschef in Lettland. Im Russischen Bürgerkrieg eroberte die Rote Armee den größten Teil der Ukraine und diese wurde als Ukrainische Sozialistische Sowjetrepublik in die Sowjetunion eingegliedert.
Nach dem Zerfall der Sowjetunion erklärte sich die Ukraine im August 1991 für unabhängig. Die Aufnahme diplomatischer Beziehungen zu Lettland wurde am 12. Februar 1992 vereinbart. Die Botschaft in Riga wurde 1993 eröffnet und 1995 am gegenwärtigen Standort eingeweiht. Als erster Botschafter war Wiktor Dmytrowytsch Hladusch akkreditiert.
Gegenwärtig leben mehr als 55.000 Ukrainer in Lettland, von denen fast 60 Prozent keine lettische Staatsbürgerschaft besitzen. Ihre Zahl betrug nach der Volkszählung von 1989 noch über 92.000. Die Ukrainer machen 2,5 Prozent der Einwohner Lettlands aus. Sie kamen teilweise durch den Dienst bei Armee und Flotte, aber auch wegen der chemischen Industrie in Daugavpils und zur Arbeit im  Hafen Ventspils an die Ostsee.

## Konsulareinrichtungen der Ukraine in Lettland
- Konsularabteilung der Botschaft der Ukraine in Riga

## Botschaftsgebäude in Lettland
Sitz der Botschaft ist ein Stadtpalais im Kalpaka bulvāris 3 nördlich der Altstadt der lettischen Hauptstadt. Es wurde 1873 von Robert August Pflug entworfen. Das benachbarte Gebäude der Botschaft Finnlands stammt vom selben Architekten.

## Botschafter und Gesandte der Ukraine in Lettland
- Jewhen Holizynskyj (1919)
- Wolodymyr Kedrowskyj (1919–1921)
- Jewhen Terlezkyj (1921–1923)

- Wiktor Hladusch (1992–1993)
- Wolodymyr Tschornyj (1993–1997)
- Wiktor Mychajlowskyj (1997–2003)
- Walerij Schowtenko (2003–2004)
- Myron Jankiw (2004–2005)
- Raul Tschilatschawa (2005–2010)
- Oleksandr Kuschnir (2010–2011)
- Anatolij Olijnyk (2011–2014)
- Andrij Koslow (2014–2015)
- Jewhen Perebyjnis (2015–2017)
- Alissa Podoljak (2017–2019)
- Oleksandr Mischtschenko (2019–)